# Ngoại ô

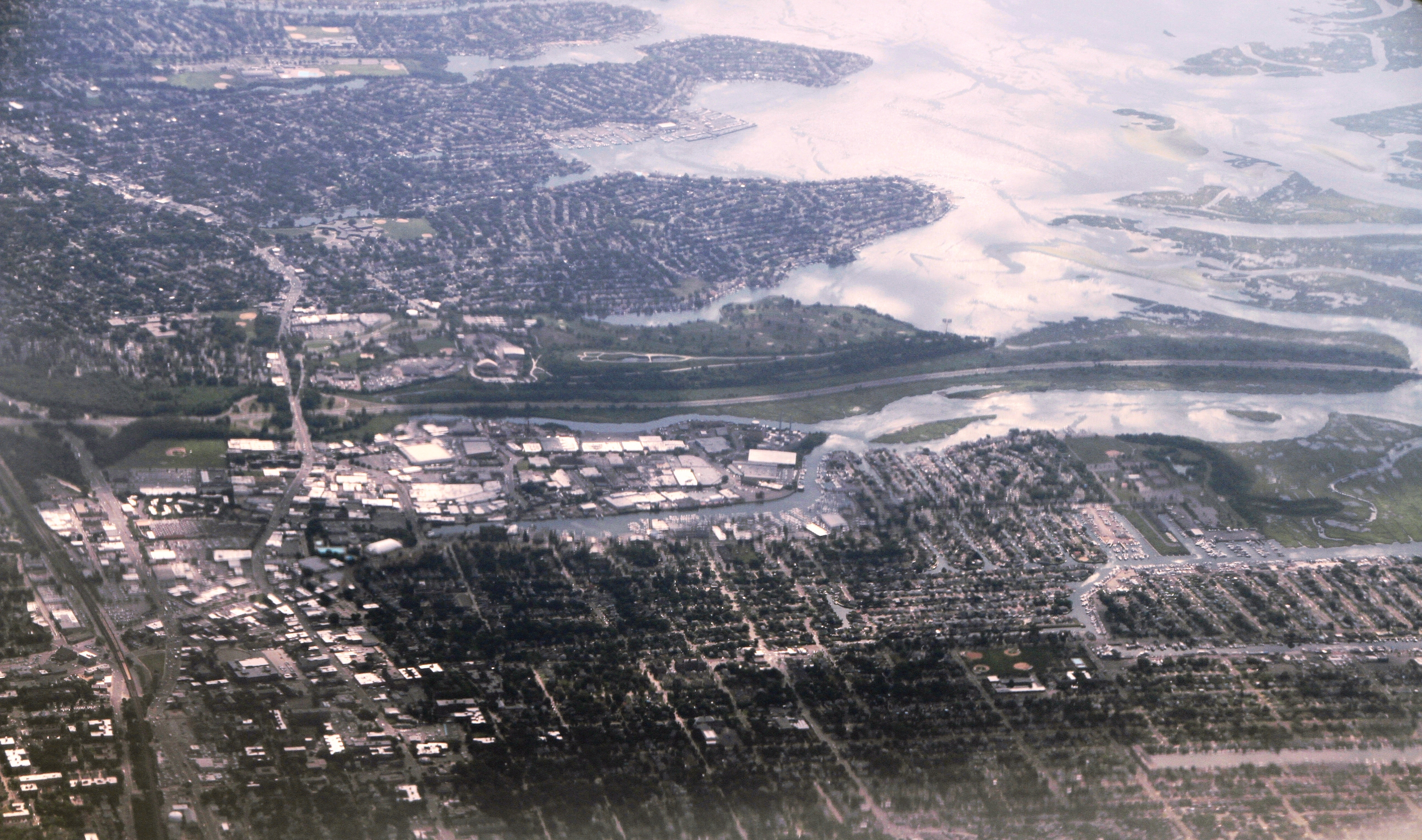
Nassau County, Long Island ven đô thành phố New York, một ví dụ điển hình của khu ngoại ô

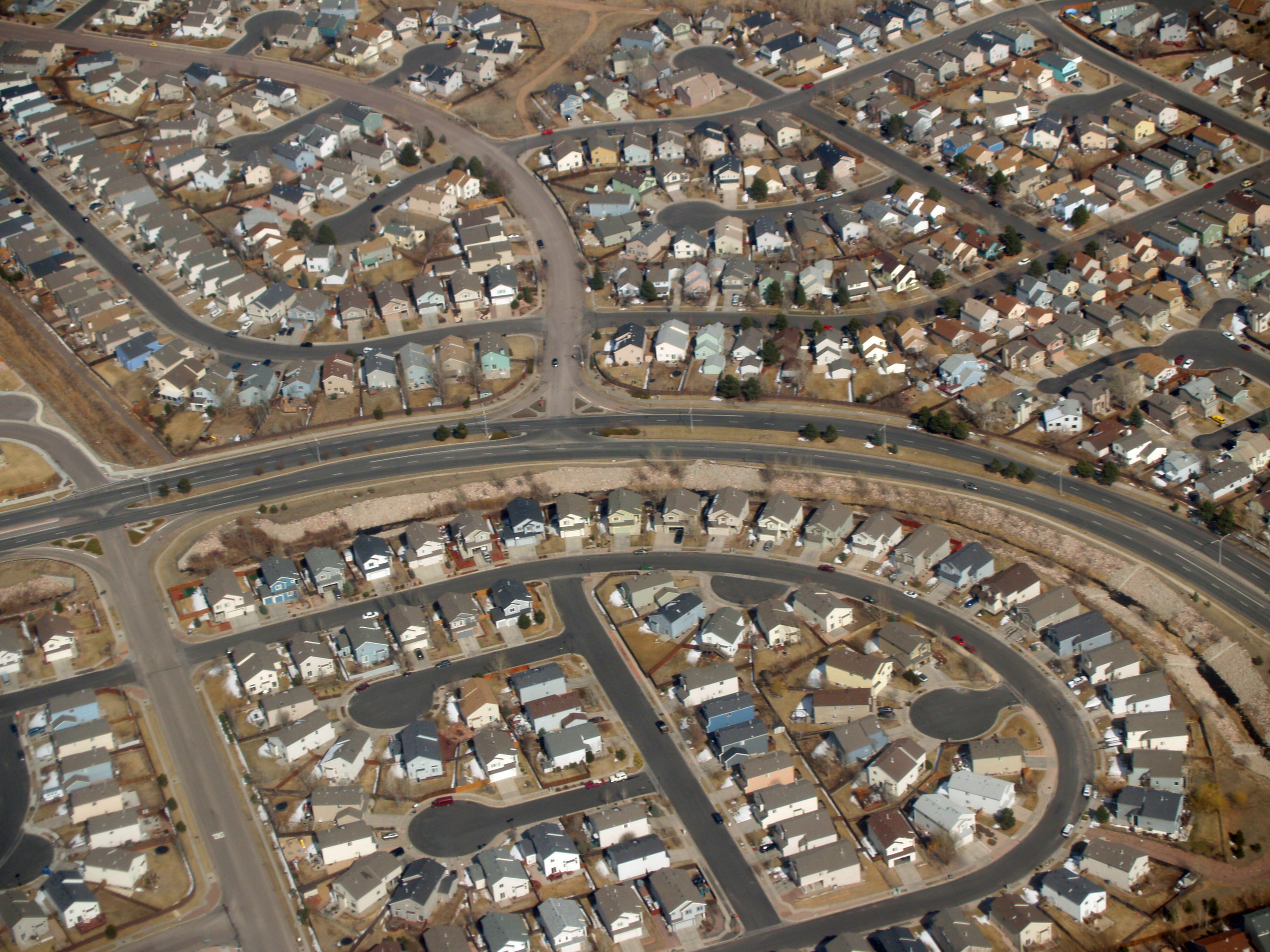
Colorado Springs, Colorado một thành phố mang nhiều nét "ngoại ô" với cul-de-sac (đường cụt) để giảm thiểu lưu lượng xe cộ ồn ào qua khu gia cư. Nhà ở là nhà biệt lập với mật độ thấp

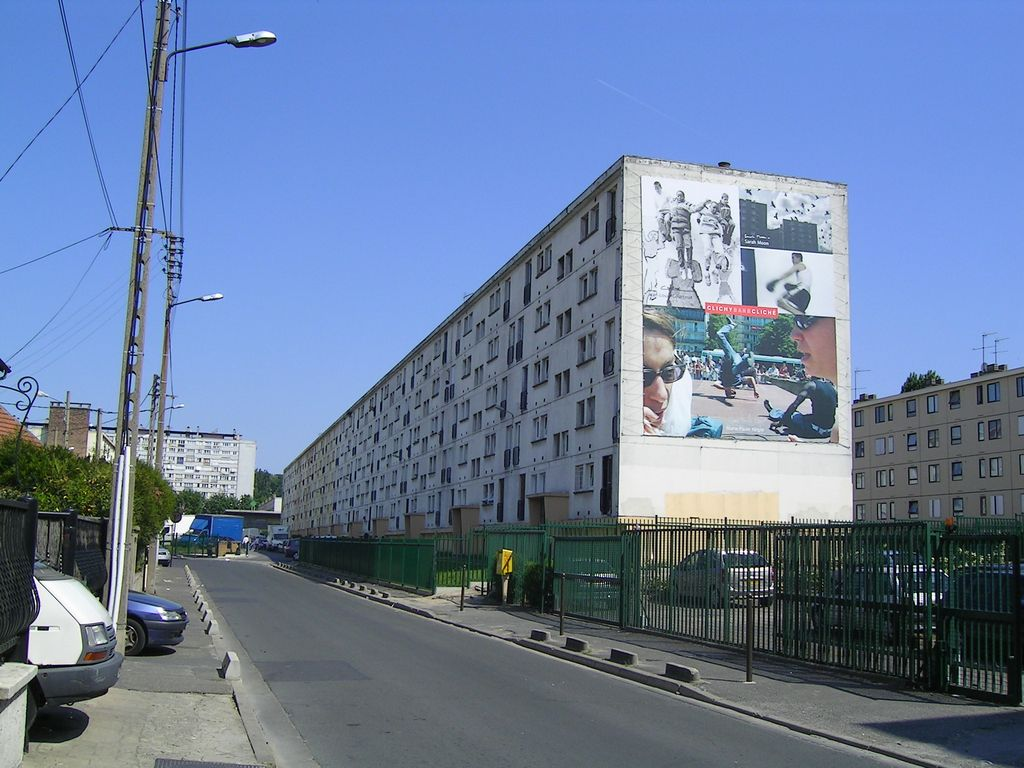
Nhà ở xã hội cao tầng ở Clichy-sous-Bois, ngoại ô Paris với mật đô dân cư cao

Ngoại ô (外圬) hay Ngoại thành (外城) là khu vực ven đô của một thành phố, thường là khu gia cư nhưng cũng có thể là vùng hỗn hợp, vừa có hãng xưởng sản xuất, phố buôn bán lẫn khu gia cư. Cả ba thành phần chủ yếu góp phần cung ứng hàng hóa và nhân lực cho thành phố. Vì phụ thuộc vào thành phố nên ngoại ô cần hệ thống giao thông chặt chẽ để dân cư có thể vào nội thành dễ dàng. Về mặt kinh tế ngoại ô được coi là một phần của khu đô thị nhưng về mặt hành chính thì khu ngoại ô có khi chiếu theo đơn vị quản lý riêng, có cơ sở cai quản tự trị.
Cao trào biến đổi dân cư toàn cầu kể từ thế kỷ 20 trở đi là đô thị hóa với dân chúng nông thôn đổ dồn vào thành phố. Tuy nhiên đúng ra phần lớn họ tràn vào ngoại ô và chính những khu ngoại ô thường có mức tăng trưởng nhanh hơn trung tâm nội thành. Người dân thường chọn ngoại ô để sống vì hạ tầng cơ sở mới mẻ, nhà cửa thoáng đãng và yên tĩnh hơn so với trung tâm thành phố quá cũ kĩ, chật hẹp. Chỉ có vài nơi trên thế giới như Tokyo, Nhật Bản là ta thấy khuynh hướng trái ngược với dân cư ngày càng bỏ vùng ngoại ô tập trung vào thành phố.

## Từ nguyên

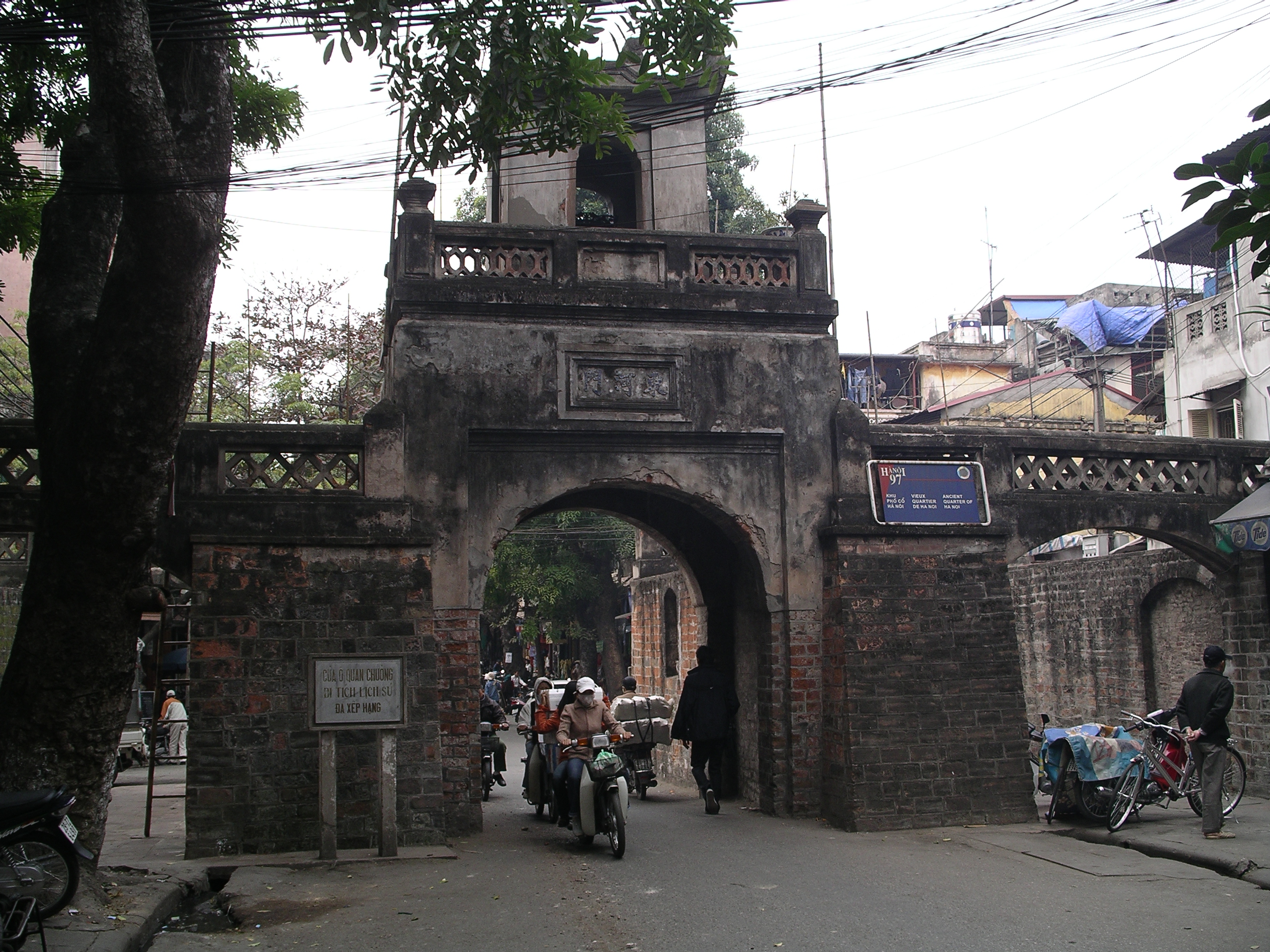
Cửa ô Quan Chưởng của thành Hà Nội thời Nguyễn, ranh giới giữa nội thành và ngoại ô

Tiếng Việt dùng danh từ "ngoại ô" tức là phía ngoài cửa ô, phía ngoài cửa thành cổ truyền. Theo lối suy nghĩ xưa thì đô thị chủ yếu có thành trì nơi đặt dinh sở công quyền. Chung quanh thành thì có tường lũy, phía ngoài còn có hào sâu phòng thủ. Vì là nơi có quân doanh nên việc ra vào bị kiểm soát ở cổng thành. Từ đấy cổng thành trở thành ranh giới không gian giữa đô thành và nông thôn; và ngoại ô trở thành khu vực áp với thành phố nhưng chưa hẳn là nông thôn.
Theo Việt ngữ tinh nghĩa từ điển (1950) thì "ô" ngày xưa có nghĩa là "ô hợp" "hỗn độn" vì trong thành thì ngăn nắp, quy củ, còn ngoài thành thì đủ hạng dân tụ tập, trú ngụ.

## Sách tham khảo
- Baxandall, Rosalyn and Elizabeth Ewen. Picture Windows:  How the Suburbs Happened. New York:  Basic Books, 2000.
- Beauregard, Robert A.  When America Became Suburban.  University of Minnesota Press, 2006.
- Fishman, Robert.  Bourgeois Utopias: The Rise and Fall of Suburbia.  Basic Books, 1987; in U.S.
- Galinou, Mireille. Cottages and Villas: The Birth of the Garden Suburb (2011), in England
- Harris, Richard. Creeping Conformity: How Canada Became Suburban, 1900-1960 (2004)
- Hayden, Dolores.  Building Suburbia: Green Fields and Urban Growth, 1820–2000.  Vintage Books, 2003.
- Jackson, Kenneth T. (1985).Crabgrass Frontier: The Suburbanization of the United States. New York: Oxford University Press.ISBN 0-19-504983-7.
- Stilgoe, John R.  Borderland: Origins of the American Suburb, 1820–1939.  Yale University Press, 1989.
- Teaford, Jon C.  The American Suburb: The Basics.  Routledge, 2008.